# コンスタンティン・スコロプイシュヌイ
コンスタンティン・イーゴレビチ・スコロプイシュヌイ（ロシア語: Константин Игоревич Скоропышный、1987年 - 愛称：コンスタンチン君、コースチャ）は、ロシア・サハリン州在住の男性。
ソビエト連邦末期の1990年8月（奇しくも「ソ連8月クーデター」の約1年前）、3歳のときに家庭内での事故により大やけどを負い、超法規的措置により日本（北海道）へ緊急搬送されて手術・治療を受け一命を取り留め、大きく報道された。

## 大火傷と日本への緊急搬送

### 当時の家族構成
父：当時26歳、政府機関の運転手
母：当時26歳、看護師
コンスタンチン：当時3歳

### 事故
1990年8月20日、断水のため湯が出ず、母は家事をしながら汲み置きしていた水をバケツに入れ、電熱棒をバケツにいれて熱していた。そして家で一人で遊んでいたコンスタンチンは、100℃近くになった熱湯にしりもちをつく形でバケツ内に落下した。
母はコンスタンチンをユジノサハリンスク州立小児病院に緊急搬送したが、腹部・背中・尻が熱傷3度、手足が熱傷2度で、全身の90パーセント（そのうちの40パーセントは神経にまで到達していた）大火傷をしており、医師からは「ここでは手の施しようがない」「あと2週間もたない」「この病院では50パーセントの火傷でも助からない」などと言われた。病院で行われた治療は1日1回の輸血とビタミン剤と鎮痛剤の投与だけだった。さらに両親は他の病院を回るも、返ってくる答えは同じだった。しかし、他人の皮膚を移植する治療方法があるという話を聞いた。

### 緊急搬送
8月26日、友人の一人から、「近所に日本人が来ている。日本は医療が発達しているから日本に行けば助かるかもしれない」という話を聞き、その日本人男性の元へ行ったが、その日本人はロシア語がわからなかったため、近所の日本語ができる朝鮮系の男性を連れて再び訪れ、救助を求めた。　
その日本人は8月27日朝10時に北海道庁国際交流課係長（当時）に「サハリンに大火傷をした子がいる。余命70時間しかない」と電話で助けを求めた。係長はすぐ外務省ソ連課に連絡を取り、外務省はすぐ法務省と協議した結果、コンスタンチン一家を仮上陸で日本へ入国させることで、査証なしで受け入れることを決めた。
北海道は午後1時すぎ、海上保安庁千歳航空基地に救援機の出動を依頼した。
午後2時20分、サハリン州のワレンチン・フョードロフ知事から北海道の横路孝弘知事宛に救援要請書が届く。
北海道庁国際交流課係長は、自身が以前出向していた札幌医科大学附属病院にサハリンへの医師の同行とその後の治療を依頼した。附属病院の医師は、緊急医療の原則として「助かる見込みがなければサハリンに置いてくる。しかし助かる見込みが少しでもあれば連れてくる。」とした上で、これを引き受けた。
ユジノサハリンスク空港のアプローチチャートをたまたま持っていた日本航空から取り寄せ、千歳航空基地でソ連領事館員と綿密な打ち合わせをしたあと、8月28日午前3時45分、操縦士、医師、通訳等、13名の日本人を乗せた海上保安庁千歳航空基地所属 YS11-LA782「おじろ」が、サハリンに向け千歳航空基地を離陸した。
YS-11は濃霧のためサハリン上空を1時間半旋回し、6時43分サハリン到着。そこで医師は火傷をして1週間経っていることをはじめて知った。助かる可能性はわずかしかなかったが、コンスタンチンとサハリン州知事から唯一同行を許された父を乗せ、7時47分にユジノサハリンスク空港を離陸した。
機内ですぐに応急処置、酸素吸入、点滴が行われ、8時55分丘珠空港に着陸、すぐに北海道警察のヘリコプターで医大病院へ搬入、9時10分に医大病院に到着した。

### 日本での治療
8月30日、東京の病院から、家族の了解を得て採取された移植用の人皮が病院に到着。4時間の皮膚移植手術が行われた。不足する皮膚は、キチン質から合成された人工皮膚も使用された。
一週間後、移植した皮膚が定着したことが確認され、火傷から10日目には意識を回復した。
9月8日には、母にサハリン州知事から出国の許可が下り、特別上陸手続きで来日した。
その後は一週間ごとに手術を繰り返し、10月23日には一般病棟に移るまでに回復した。そして11月23日に退院し、翌日帰国した。
札幌医大病院と旭川赤十字病院で治療を受けた。

## その後
- 2015年現在、コンスタンチンは、運送業で生計を立て、妻と子の3人家族で暮らしている。
- 当時集まった義援金1億円から治療費などを引いた残りを基に公益信託北海道・ロシア極東医療交流基金が1992年に設立され[2]、それを資金に毎年北海道とサハリンとの間で、医療技術の勉強会が開かれている。
- 日ソ国境を越えたその救出劇は、冷戦終結直後の時代に、日本と旧ソビエト連邦との関係が改善されるきっかけとなった[3]。
- 緊急搬送の経過は、2000年7月25日にNHK『プロジェクトX〜挑戦者たち〜』で、「国境を越えた救出劇 大やけどのコンスタンチン君・命のリレー」として放映された。